# Droga bez powrotu 2 (ścieżka dźwiękowa)
Wrong Turn 2 OST – ścieżka dźwiękowa z filmu Droga bez powrotu 2 (2007), wydana 18 września 2007 roku. Na albumie zawarto kompozycje autorstwa Beara McCreary'ego.

## Lista utworów
1. „Main Title” (3:39)
2. „Ultimate Survivalist Theme Song − Captain Ahab” (3:20)
3. „Dale for Dinner” (2:33)
4. „Birth of Baby Splooge” (3:04)
5. „Nina's Theme” (2:43)
6. „Mutant Cannibal Incest” (3:01)
7. „Into the Mill” (2:49)
8. „Arrow Through Two Heads” (3:18)
9. „Dale Vigilante” (3:19)
10. „Hunting Dale” (3:40)
11. „Rescuing Nina” (3:04)
12. „Dale to the Rescue” (3:18)
13. „The Meat Grinder” (2:15)
14. „Baby Splooges Lives” (2:36)
15. „End Credits Theme” (3:39)
16. „Under Your Bones − Captain Ahab/Ivor” (5:25)